# Анкор
Анкор (маори Puke Nui) — остров площадью 1380 га, расположенный в районе фьорда Даски-Саунд на территории Национального парка Фьордленда в Саутленде (Новая Зеландия).
Остров имеет максимальную высоту 417 метров и находится на расстоянии в 2,5 км от Новой Зеландии. В настоящее время используется департаментом охраны в качестве парка для сохранения популяции птиц, находящихся под угрозой исчезновения, таких как тико и какапо.